# Shiloh (Ohio)
Shiloh is een plaats (census-designated place) in de Amerikaanse staat Ohio, en valt bestuurlijk gezien onder Montgomery County.

## Demografie
Bij de volkstelling in 2000 werd het aantal inwoners vastgesteld op 11.272.

## Geografie
Volgens het United States Census Bureau beslaat de plaats een oppervlakte van
10,0 km², waarvan 9,9 km² land en 0,1 km² water.

## Plaatsen in de nabije omgeving
De onderstaande figuur toont nabijgelegen plaatsen in een straal van 8 km rond Shiloh.